# Dino Djiba
Dino Djiba (sinh ngày 20 tháng 12 năm 1985) là một cựu cầu thủ bóng đá chuyên nghiệp người Sénégal đã từng thi đấu ở vị trí tiền vệ.

## Sự nghiệp thi đấu quốc tế
Anh đã từng đại diện cho Sénégal tại Cúp bóng đá châu Phi 2006, nơi đội tuyển của anh đã giành vị trí thứ 4 chung cuộc lần thứ 3 trong lịch sử.

## Thống kê sự nghiệp

### Quốc tế
| Đội tuyển | Năm       | Trận | Bàn thắng |
| --------- | --------- | ---- | --------- |
| Sénégal   | 2004      | 2    | 0         |
| Sénégal   | 2005      | 0    | 0         |
| Sénégal   | 2006      | 3    | 0         |
| Tổng cộng | Tổng cộng | 5    | 0         |